# Vaskivți, Izeaslav
Vaskivți (în ucraineană Васьківці) este un sat în comuna Klubivka din raionul Izeaslav, regiunea Hmelnîțkîi, Ucraina.

## Demografie
Componența lingvistică a localității Vaskivți
     Ucraineană (98,22%)
     Rusă (1,6%)
     Alte limbi (0,18%)
Conform recensământului din 2001, majoritatea populației localității Vaskivți era vorbitoare de ucraineană (98,22%), existând în minoritate și vorbitori de rusă (1,6%).